# Crypturellus cinnamomeus

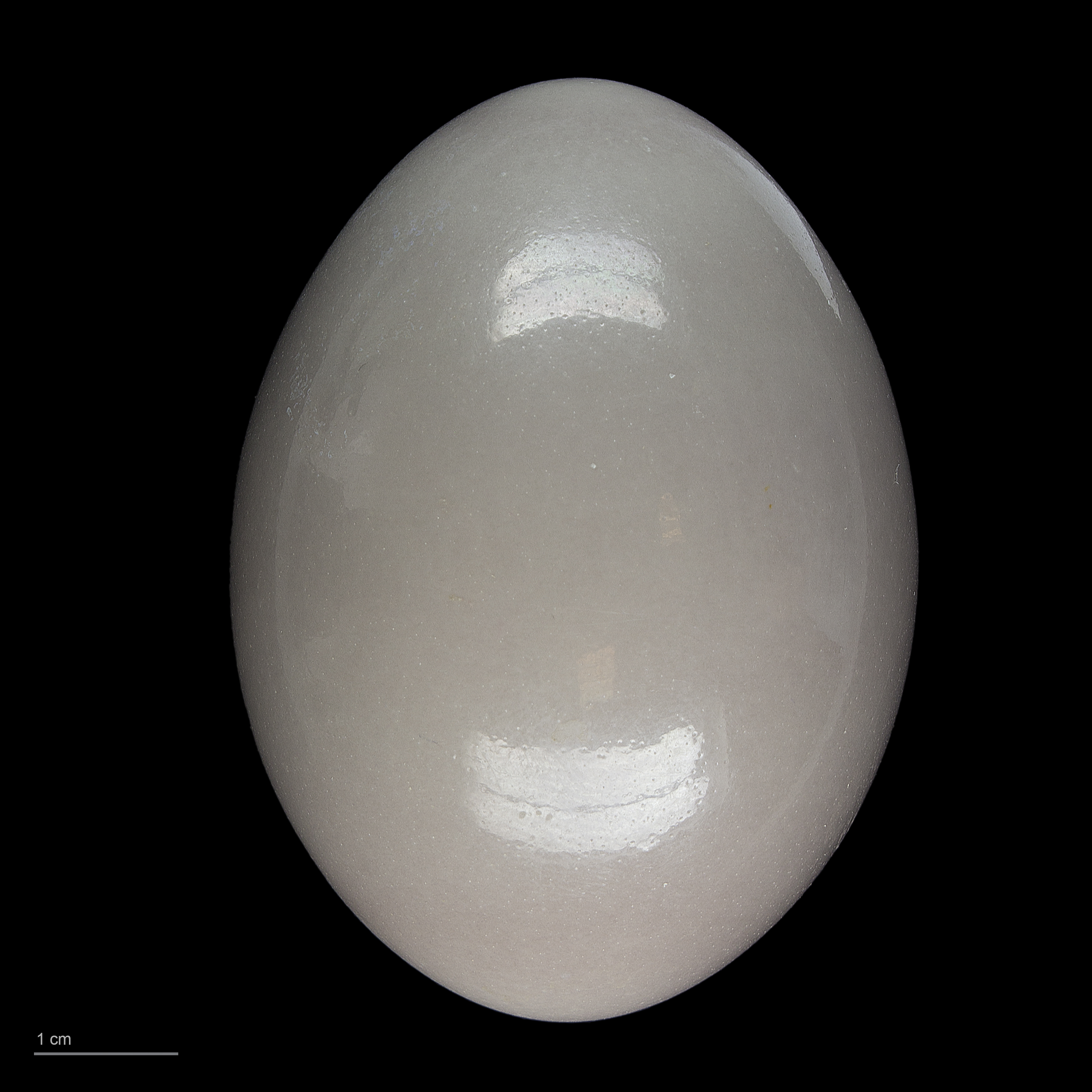
Crypturellus cinnamomeus

Crypturellus cinnamomeus là một loài chim trong họ Tinamidae.
Loài chim này thường được tìm thấy ở rừng ôn đới ở vùng ôn đới trung và nhiệt đới Mexico. Mặc dù loài chim này được công nhận bởi hầu hết các đơn vị, nhưng SACC vẫn phân loại loài chim này như là phân loài của Crypturellus erythropus. 
Giống như hầu hết các loài trong chi, loài này ăn trái cây, hạt và động vật không xương sống. 

## Phân loài
Loài chim này có nhiều phân loài như sau:
- C. c. cinnamomeus (loài chỉ định) xuất hiện ở vùng duyên hải phía đông nam Mexico (Chiapas)Mexico (Chiapas) State, El Salvador, Guatemala, và [Honduras]
- C. c. occidentalis phân bố ở vùng ven biển phía Tây Mexico; Sinaloa, Nayarit, Jalisco, Colima, Michoacán, và Guerrero Các quốc gia.
- C. c. mexicanus  phân bố ở vùng bờ biển đông bắc Mexico; Tamaulipas, Bắc Veracruz, và Puebla Các quốc gia.
- C. c. sallaei phân bố ở miền Nam Mexico; Puebla, Chiapas, Oaxaca, và các tiểu bang miền Nam Veracruz.
- C. c. goldmani phân bố ở đông nam Mexico, trên bán đảo Yucatan; Yucatán (bang), Quintana Roo, Campeche, và các bang phía đông Tabasco, phía bắc Petén, Guatemala, và phía bắc Belize.
- C. c. soconuscensis phân bố ở sườn Thái Bình Dương của Chiapas và Oaxaca, Mexico.
- C. c. vicinior phân bố ở vùng cao của Chiapas, Mexico, Guatemala, và phía tây [Honduras]
- C. c. delattrii phân bố ở vùng đất thấp Thái Bình Dương của Nicaragua; Chinandega, Tỉnh León, Managua (vùng Managua], [Carazo (vùng)] Carazo], Masaya, Granada, Granada, Rivas, Rivas, Các phòng ban.
- C. c. praepes phân bố ở vùng đồng bằng Tây Bắc Costa Rica; Guanacaste, và các tỉnh [Puntarenas province | Puntarenas] phía bắc.

## Phạm vi
Loài chim này phân bố từ Sinaloa, (dải ven biển, miền tây Mexico), đến Costa Rica, và bờ biển phía đông Mexico, từ biên giới Hoa Kỳ sang Belize. Ở phần phía nam của dãy núi, nó cũng mạo hiểm vào các vùng cao nguyên.

## Môi trường sống
Loài chim này ưa thích những khu rừng đất thấp ẩm ướt, rừng ven sông, rừng rụng lá và rừng thứ sinh ở các vùng á nhiệt đới và cận nhiệt đới, nhưng sẽ được tìm thấy ở các vùng đất cây bụi và rừng khô cao tới 1.850 m (6,070 ft).